# Liste de récits initiatiques
Les récits initiatiques narrent le passage à l'âge adulte d'un personnage, et sont présents dans une grande variété de médias, notamment la littérature, le théâtre, le cinéma, la télévision et les jeux vidéo.

## Dans la littérature
- L'Éducation sentimentale (Flaubert, 1869)
- Zazie dans le métro, de Raymond Queneau
- Jean-Christophe de Romain Rolland

## Dans les films
- Almost Famous (2000)
- American Beauty (1999)
- Romeo + Juliet (1996)
- Titanic (1997)

## Dans les mangas
- One Piece de Eiichiro Oda
- Fruits Basket de Natsuki Takaya
- Naruto de Masashi Kishimoto
- Hikaru no go de Takeshi Obata et Yumi Hotta
- Captain Tsubasa de Yôichi Takahashi